# Église Saint-Pantaléon de Dabrac
Pour les articles homonymes, voir Église Saint-Pantaléon.
L'église Saint-Pantaléon (en serbe cyrillique : Храм Светог великомученика Пантелејмона ; en serbe latin : Hram Svetog velikomučenika Pantelejmona) est située en Bosnie-Herzégovine, sur le territoire du village de Dabrac et dans la municipalité de Mrkonjić Grad.